# 海斯
海斯（英語：Hythe）是位於英格蘭肯特郡南海岸的一個城鎮。在2011年時，海斯有人口14,516人。

## 友好城市
- 法國 贝尔克